# Amblyglyphidodon
Amblyglyphidodon ist eine Gattung indopazifischer Riffbarsche (Pomacentridae). Sie leben auf dem Riffdach und den Außenzonen der Korallenriffe und in Lagunen. Verbreitungsschwerpunkt sind die Küstengewässer Indonesiens und der Philippinen sowie das Rote Meer.

## Merkmale
Die Fische werden 7,5 bis 11 Zentimeter lang und sind recht hochrückig. Entlang des Seitenlinienorgans haben sie 13–17 Schuppen. Die Anzahl der Kiemenreusenfortsätze beträgt 24 bis 30.
Flossenformel: Dorsale XIII-/10-16, Anale II/11-15

## Lebensweise
Amblyglyphidodon-Arten leben paarweise und verteidigen ihr Territorium mit großer Aggressivität gegenüber Artgenossen und artfremden Fischen. Sie ernähren sich von Plankton, kleinen Krebstieren und Algen.

## Arten
- Goldener Riffbarsch (Amblyglyphidodon aureus (Cuvier in Cuvier & Valenciennes, 1830))
- Amblyglyphidodon batunai Allen, 1995
- Amblyglyphidodon curacao (Bloch, 1787)
- Amblyglyphidodon flavilatus Allen & Randall, 1980
- Amblyglyphidodon flavopurpureus Allen, Erdmann & Drew, 2012
- Amblyglyphidodon indicus Allen & Randall, 2002
- Amblyglyphidodon leucogaster (Bleeker, 1847)
- Amblyglyphidodon melanopterus Allen & Randall, 2002
- Amblyglyphidodon orbicularis (Hombron & Jacquinot in Jacquinot & Guichenot, 1853)
- Amblyglyphidodon silolona Allen, Erdmann & Drew, 2012
- Amblyglyphidodon ternatensis (Bleeker, 1853)